# Нейропластичность
Нейропластичность — свойство человеческого мозга, заключающееся в возможности изменяться под действием опыта, а также восстанавливать утраченные связи после повреждения или в качестве ответа на внешние воздействия. Это свойство описано сравнительно недавно[когда?]. Ранее[когда?] было общепринятым мнение, что структура головного мозга остается неизменной, после того, как сформируется в детстве.
Мозг состоит из взаимосвязанных нервных клеток (нейронов) и клеток глии. Процесс научения может происходить посредством изменения прочности связей между нейронами, возникновения или разрушения связей, а также процесса нейрогенеза. Нейропластичность относится к процессам возникновения/разрушения связей и нейрогенезу.
В течение XX века было общепринятым мнение, что структура ствола мозга и неокортекса остаётся неизменной после завершения формирования в детстве. Это означало, что процессы научения там могут идти только посредством изменения прочности связей, в то время как области, ответственные за процессы памяти (гиппокамп и зубчатая извилина) и сохраняющие способность к нейрогенезу на протяжении всей жизни, являются высоко пластичными. Это мнение меняется под действием результатов новых исследований, утверждающих, что мозг сохраняет свою пластичность даже после периода детства.
Нейропластичность может проявляться на разных уровнях, начиная с клеточных изменений мозга, вплоть до крупномасштабных изменений с переназначением ролей в коре головного мозга, как ответная реакция на повреждение конкретных отделов. Роль нейропластичности широко признается современной медициной, а также как явление используется в развитии памяти, обучении, и восстановлении поврежденного мозга.

## Нейробиология
Одним из основополагающих принципов нейропластичности является феномен синаптического прунинга: в мозге постоянно идет процесс разрушения и создания соединений между нейронами.